# Krina
Krina este o comună din landul Saxonia-Anhalt, Germania.